# Episodi de I casi della giovane Miss Fisher (prima stagione)
La prima stagione della serie televisiva I casi della giovane Miss Fisher, composta da quattro episodi, è stata trasmessa su Seven Network dal 21 febbraio al 14 marzo 2019.
In Italia la stagione è stata trasmessa in prima visione assoluta su Rai 2 dal 15 giugno al 13 luglio 2021.
| nº | Titolo originale | Titolo italiano              | Prima TV Australia | Prima TV Italia |
| -- | ---------------- | ---------------------------- | ------------------ | --------------- |
| 1  | Just Murdered    | Vivi e lascia spiare         | 21 febbraio 2019   | 15 giugno 2021  |
| 2  | Dead Beat        | Il ritmo della morte         | 28 febbraio 2019   | 22 giugno 2021  |
| 3  | Space for Murder | Il laboratorio dei segreti   | 7 marzo 2019       | 29 giugno 2021  |
| 4  | Seasoned Murder  | Scuola di cucina con delitto | 14 marzo 2019      | 13 luglio 2021  |

## Vivi e lascia spiare
- Titolo originale: Just Murdered
- Diretto da: Fiona Banks
- Scritto da: Deb Cox

### Trama
Peregrine Fisher arriva a Melbourne per raccogliere l'eredità di sua zia, Phryne Fisher. Volendo far parte dello stesso "Club delle avventuriere" di sua zia, Peregrine decide di seguire le orme di Phryne e risolvere l'omicidio di una modella morta durante una sfilata di moda nuziale. Peregrine con l'aiuto del detective James Steed scopre che a uccidere la modella è stato il figlio del suo amante. Infatti la modella era incinta e presto il suo amante avrebbe chiesto il divorzio per sposarsi con lei.
- Guest star: Libby Tanner (Florence Astor), Andrew McFarlan (Terence Blair), James Mason (Eric Wild), Chris Ryan (Colin Blair), Charles Terrier (Lewis Knox), Irene Chen (Pansy Wing), Maria Mercedes (Joyce Hirsch), Tawni Bryant (Barbie Jones), Heather Lythe (Maggie Blair), Lulu McClatchy (manager salone di bellezza), Carita Spencer (cliente parrucchiera), Milijana Cancar (Anya Berkovic), Jonathan Simpson (postino).
- Ascolti Italia: telespettatori 1 047 000 – 4,60%[2]

## Il ritmo della morte
- Titolo originale: Dead Beat
- Diretto da: Kevin Carlin
- Scritto da: Jo Martino e Deb Cox

### Trama
L'ex fidanzato di Peregrine è implicato nell'omicidio di un cantante pop di un popolare programma televisivo e Peregrine è determinata a indagare. Il passato di Violetta, membro del "club delle avventuriere", potrebbe essere la chiave per risolvere il caso. Infatti Violetta, calabrese, era fidanzata con Liotti, figlio del boss del clan omonimo di 'ndrangheta. Per questo e per non implicare i genitori in faccende criminali, ruppe il fidanzamento. Peregrine e il club ricevono dalla moglie di Rupert, proprietario dell'emittente televisiva dello show, il mandato ad indagare sui bilanci della rete perché in rosso nonostante il successo. Scoprono che Liotti estorceva denaro al cantante, al manager e al proprietario dell'emittente televisiva del programma poiché omosessuali. Questo però lo scagiona dall'essere l'assassino. Peregrine e Steed capiscono che il cantante era italiano e aveva una gemella, che l'ha ucciso. Il movente è la volontà del cantante di andare in Inghilterra per proseguire la sua carriera senza la sorella. In realtà voleva scappare dal ricatto di Liotti.
- Guest star: Heather Mitchell (Edwina Maddox), James Mason (Eric Wild), Dominic Allburn (Billy Carson), Mark Casamento (Carlo Liotti), Dave Lawson (Freddy Miles), Georgia Chara (Julie Thomas), Stephen Madsen (Duane Gordon), Zima Anderson (Gidget Mitchell), Arthur Giamalidis (uomo di mafia), Doug Lyons (direttore di sala), Lena Fiszman (Maisy), Noel Mason (ventriloquo), Joanna Millett (Fan cantante).
- Ascolti Italia: telespettatori 1 107 000 – 5,60%[3]

## Il laboratorio dei segreti
- Titolo originale: Space for Murder
- Diretto da: Lynn Hegarty
- Scritto da: Jo Martino e Samantha Winston

### Trama
Il passato di Birdie torna a perseguitarla quando la sua amica Cecile viene trovata uccisa, dopo averle inviato un messaggio criptico. Il suo corpo risulta congelato e con diverse chiazze azzurre. Tutto si fa misterioso a causa delle voci di rapimenti alieni e UFO. Infatti scompare anche Tanya, una ragazza locale, mentre era in auto con il suo fidanzato. L'indagine di Peregrine la porta in una struttura militare top secret. Capisce che in questa struttura si fanno esperimenti, uno di questi porta al concepimento di un veleno-siero della verità chiamato Azzurro 693. Tanya è stata rapita proprio per usarla come cavia, ma l'esperimento va male e Tanya è costretta a vivere in una stanza con alte temperature per non morire. La vicenda diventa spinosa quando emergono intrighi internazionali fatti di spie russe e americane intente a rubare i segreti della struttura. Cecile cercava un rimedio per salvare Tanya e per questo è stata uccisa. Dopo qualche giorno anche Elaine, spia russa che si finge ricercatrice del laboratorio, viene trovata morta. Peregrine comprende che le morti sono collegate e dietro c'è Charles Naylor, ricercatore del laboratorio accecato dalla propria brama di potere. Infatti Charles lavora come infiltrato della CIA per migliorare l'Azzurro 693 e ha ucciso Cecile e Elaine, sua fidanzata che aveva tradito la sua fiducia lavorando per i russi.
- Guest star: David Whitley (sergente Malcolm Levine), James Beck (Charles Naylor), Steve Mouzakis (dottore Hans Peterson), Jessica Smith (professoressa Elaine Montgomery), Caroline Lee (Rosemarie Kowalski), Jane Bayly (dottoressa Cecile Armand), Sarah Spaven (Tanya Doppler), Matthew Connell (Tommy Vorton), Anthony Phelan (Arthur Morris), Susan-Ann Walker (Margaret).
- Ascolti Italia: telespettatori 992 000 – 5,20%[4]

## Scuola di cucina con delitto
- Titolo originale: Seasoned Murder
- Diretto da: Fiona Banks
- Scritto da: Jo Martino e Alli Parker

### Trama
Lo chef Graham King viene trovato morto in una scuola di cucina gestita da Lucy Harrington, sorella di Dafne, defunta moglie di Samuel. Peregrine si finge una nuova allieva della scuola. Addosso allo chef, avvolto in un fazzoletto, viene trovato un biscotto della fortuna con una frase scritta da Lucy. Anche Shirley King, la moglie di Graham, lavora nella scuola e racconta dei dissidi con gli allievi Tony Wu e Chung Li. La mannaia di Wu sparisce e lui diventa il primo sospettato. Wu racconta sia di essere stato al mercato all'ora della morte di Graham, sia delle molestie subite da Rita, figliastra di Lucy. Si scopre che Lucy e Graham avevano avuto un'avventura. Nel frattempo Peregrine piazza nella scuola il nuovo registratore audio creato da Samuel. Bruce Taylor, il contabile della scuola, ha un alterco con Shirley che gli scaglia un pestello contro. Shirley mostra a Peregrine una borsa di Graham piena di soldi, che viene sequestrata dalla polizia. Una bomba piazzata nella torta fatta da Lucy per Shirley esplode uccidendo quest'ultima. Si pensa a Wu come presunto assassino in base alle conversazioni carpite dal registratore. Si rivela la pista sbagliata. L'indagine porta Peregrine a fare domande sull'incidente d'auto che ha ucciso la moglie di Samuel. L'ispettore capo Sparrow resta ferito per un'aggressione, subita con un batticarne, per aver tentato di rubare una mazzetta dai soldi della borsa di Graham. Anche Rita subisce un tentato omicidio, infatti qualcuno tenta di ucciderla affogandola nella piscina. Tornando al mercato, Peregrine e Steed scoprono che Rita è coinvolta in un traffico di oppio. Lucy sa della tossicodipendenza di Rita. Chung Li, in realtà, è un giornalista dissidente fuggito in Australia: Lucy usa la sua scuola come copertura per aggirare la politica dell'Australia bianca. Chung rivela anche di un ricatto che subiscono i clandestini che pagano altri soldi per evitare di essere denunciati. La signora Zang, proprietaria del mercato, rivela che Rita è coinvolta nel traffico di droga. Rita ammette di essere ricattata per via delle azioni di Lucy e viene costretta a usare la scuola come piazza di spaccio. Diventa evidente il ruolo di Taylor che oltre a estorcere denaro ai rifugiati aveva anche il controllo del commercio di oppio. Taylor aveva ucciso Graham per aver scoperto tutto ed è colpevole anche della morte di Shirley e delle aggressioni a Sparrow e a Rita. Taylor rivela di aver avuto l'appoggio della polizia e denuncia Steed come poliziotto corrotto. Peregrine comprende che è tutta una macchinazione di Sparrow, visto che è lui a prendere mazzette, così è costretta a scambiare i filmati di Madame Lion con la reputazione e la libertà di Steed, per il quale prova dei sentimenti. Rita confessa di essere stata lei a provocare la morte di Dafne, visto che era alla guida dell'auto quando avvenne l'incidente.
- Guest star: Ling Cooper Tang (Lucy Harrington), Alicia Banit (Rita Harrington), Josef Brown (Graham King), Jason Chong (Tony Wu), Gareth Yuan (Chung Li), Jane Allsop (Shirley King), Alan Dukes (Bruce Taylor), Gabrielle Chan (Mrs Zhang).
- Ascolti Italia: telespettatori 1 087 000 – 5,60%[5]